# Srijemska Kamenica
Srijemska Kamenica (srpski: Сремска Каменица/Sremska Kamenica, mađarski Kamanc, njemački Kamenitz) je gradsko naselje pored Dunava. 
Danas ima preko 11.140 stanovnika (2002.)
Srijemska Kamenica pripada gradskoj građevinskoj zoni Novog Sada i to svojim centralnim, ušorenim dijelom, Donja i Gornja Kamenica, naselje Bocke i Tatarsko brdo, Čardak i Staroiriški put. Ostali dijelovi Kamenice su uglavnom vikend naselja Paragovo, Popovica, Glavica, Artiljevo i Grigovac.

## Zemljopisni položaj
Iako se nalazi u Srijemu, zbog pripajanja aglomeraciji Novom Sadu, koji je u Južnobačkom okrugu.
Dio je užeg gradskog područja Novog Sada. Prostire se od sjevernih padina Fruške Gore do desne obale Dunava.

## Ime grada
Ime Srijemska Kamenica je svakako slavenskog podrijetla, jer se i kod njenog prvog naziva 'Villa Kamanch' osjeća korijen slavenske riječi kamen, te se pretpostavlja da je ime dobila po kamenu koga ima na njenom jugu i koji je neko vrijeme eksploatiran na Paragovu.

## Katolička upravna podjela
Srijemska Kamenica pripada župi Našašća sv. Križa.

## Povijest
Povijest je zabilježila da su ovim krajem prije 2300 godina vladali, gotovo 2 stoljeća, ratoborni Tribali, moćno Ilirsko pleme. Međutim, prije 2100 godina, privučeni ljepotom srijemskih brežuljaka, livada i šuma, keltsko pleme Skordisci, bolje organizirani i discipliraniji, porazili su Tribale i zavladali ovim krajem.
Sto godina kasnije, prije 20 stoljeća, Skordisci su poraženi od Rimljana, koji su uspostavili vojne logore na desnoj obali Dunava da bi zaštitili sjeverne granice svog carstva od upada barbara koji su nadirali sa sjevera, iz močvara i ritova prostrane Panonske nizine. Tako su Rimljani između Petrovaradina i Srijemske Kamenice podigli veliki vojni logor i tvrđavu 'Kuzum'. Kako su u blizini takvih vojnih objekata redovno nicala naselja, koja su rimske legionare opskrbljivala hranom i ostalim potrepštinama, pretpostavlja se da je još tada na teritoriju Srijemske Kamenice postojalo naselje.

### Ugarska vlast
Prvi sigurniji podatak o Kamenici, kao naselju, potječe iz prve polovice 13. stoljeća. Ona se tada u darovnici ugarskog kralja Bele IV, koja nosi datum 8. srpnja 1237. godine, naziva 'Villa Kamanch'. Tom darovnicom se Srijemska Kamenica daruje manastiru u Ukurdu, koji se tada nazivao Belafons, a danas Petrovaradin.
14. stoljeće i početak 16. stoljeća bili su zlatno doba Srijemske Kamenice. Ona se tada pročula kao znamenita podunavska varošica u kojoj su cvjetali obrti, trgovina i kultura. U spisima se 1408. godine naziva "civitas seu opidum" Kamanec, a po podacima iz 1439. godine zove se Kamanec.

### Turska vlast
Najteže dane u svojoj povijesti, Srijemska Kamenica je preživjela u Turskom osvajačkom pohodu. Prvi put su Turci naišli 1520. godine kada su razorili mnoga srijemska mjesta, među kojima i Srijemsku Kamenicu. 1526. godine, poslije krvavih borbi po Južnoj Ugarskoj pao je u turske ruke i tvrdi Petrovaradin. Tih dana Kamenica je ponovo teško stradala. Turci su je do temelja razorili i popalili. U zapisima koji govore o ovoj propasti mjesta, kaže se da su Turci tom prilikom prosuli 7.000 bačvi vina, te je ono po Kamenici teklo kao potok, mjestimično dubok do koljena.
Poslije turske najezde, drevna Srijemska Kamenica je opustošena. Na mjestu bogate i znamenite varošice, ležale su ruševine i paljevine. Od 1526. godine kada je pao pod tursku vlast, do 1687. Kamanec pripada Varadinskoj nahiji.

### Austrijska vlast
Od 1702. godine austrijske vlasti Kamanec, otet od Turaka, nazivaju Kamenic. Poslije 25 godina tokom kojih je Kamenicom vladala austrijska Dvorska komora, 1728. godine ona postaje vlasništvo general-barona Ifelina i tako ostaje sve do 1750. kada vlastelinstvo opet mijenja vlasništvo i prelazi u posjed grofa Marcibanjija i njegovog zeta Karačonjija.
Kamenica se brzo razvijala i već 1886. godine postaje općina u sastavu iriškog sreza i takva ostaje sve do 1941. godine.
Od uspostavljanja civilne uprave u krajevima osvojenim od Turaka za vrijeme Austro-Ugarske Monarhije Srijemska Kamenica ima svoju općinu.

### Kraljevina Jugoslavija
Samostalnom općinom je postojala sve vrijeme.

### NDH
Za vrijeme NDH je nosila ime Hrvatska Kamenica.

Mjesni Hrvati su teško stradali u pogromu u listopadu 1944., kojeg su počinili organi nove "narodne vlasti".

### Socijalistička Jugoslavija
Samostalnom općinom je bila do 1955. godine, kada je pripojena općini Petrovaradin pri kojoj je bila svega dvije godine, poslije čega biva pripojena općini Novi Sad.
Za vrijeme srpske agresije na Hrvatsku, onamošnji Hrvati su bili izloženi neviđenim pritiscima od strane velikosrpskih ekstremista, u cilju istjerivanja iz Srijemske Kamenice.

### Srbija i Crna Gora
Osamostaljenjem Hrvatske i srpskom oružanom pobunom u Hrvatskoj, bijes srpskih šovinista je učinio živote domaćih Hrvata nemogućim.
Za tadašnje akcije etničkog čišćenja Srijema od Hrvata, bile su intenzivna zlostavljanja i svećenstva koje je obilazilo pastvu. Tako je život morao spašavati i morovićki župnik Marin Plum (akcije istjerivanja, zlostavljanja i progona katoličkih svećenika su bile od 26. do 30. listopada 1992.).
Vojislav Šešelj se angažirao u istjerivanju medicinskog osoblja i pacijenata hrvatske nacionalnosti iz tamošnjeg Kliničkog centra.

## Stanovništvo

### Hrvati u Srijemskoj Kamenici
Srijemska Kamenica danas (po stanju od 15. prosinca 2002.) daje 2 elektora u Hrvatsko nacionalno vijeće Republike Srbije.

## Poznati Kameničani
Osobe koje su se rodile u Srijemskoj Kamenici, koje su jedan bitni dio života živjele i/ili radile u Srijemskoj Kamenici.
- Jovan Jovanović Zmaj (1839. – 1904.), veliki srpski pjesnik
- Ružica Ćavar (1937.), hrv. liječnica, katolička mirovna aktivistica

## Vanjske poveznice
- Službena stranica  Arhivirana inačica izvorne stranice od 16. prosinca 2008. (Wayback Machine)